# Abd Allah ibn Yasin al-Juzuli
ʿAbd Allāh ibn Yāsīn al-Juzūlī (in arabo عبد الله بن ياسين الجزولي‎?; ... – 1059) è stato una personalità religiosa berbera, emiro della tribù dei Lamthuna, di scuola giuridica malikita, primo capo spirituale della dinastia degli Almoravidi, che visse nei primi decenni dell'XI secolo.
Nel 1035, di ritorno dal pellegrinaggio alla Mecca Yaḥyā b. Ibrāhīm, uno dei capi dei Lamthūna, un popolo di nomadi berberi della tribù Igdalen, che regnava su molti territori del Maghreb, decide di convertire il suo popolo ai precetti dell'Islam, assai poco diffuso in quei territori. Ibrāhīm si rivolse così a Ibn Yāsīn, noto per la sua autorevolezza religiosa e profonda conoscenza della fede musulmana; i primi tentativi di insegnamento furono però assai poco soddisfacenti. Ibn Yāsīn decise allora di adottare una linea diversa: fondò un ribāṭ (convento fortificato), nell'isola di Tidra, in Mauritania. 
A Tidra, Ibn Yāsīn predicava secondo una linea puritana la cieca obbedienza ai precetti del Corano, richiamandosi all'importanza della disciplina. Ben presto i seguaci del movimento almoravide crebbero in numero, cosa che permise ad Ibn Yāsīn, diventato ormai il loro capo spirituale, di costituire un esercito. Fu quello il primo nucleo della dinastia degli Almoravidi, il cui nome, in arabo al-Murābiṭūn, significa proprio «quelli del ribāṭ».
Una volta consolidata la propria dottrina negli anni trenta e quaranta del millennio, Ibn Yāsīn tentò di espandere il movimento almoravide facendo guerra ai territori vicini: nel 1055 consegue il primo grande risultato militare, impadronendosi di Sigilmassa (Marocco), mettendola a ferro e fuoco e dando ordine perché vi fossero distrutti tutti gli strumenti musicali.

Gli Almoravidi proseguirono la loro campagna militare, ma nel 1059, 
durante una battaglia, Ibn Yāsīn perse la vita. Il suo posto fu preso da Yūsuf Ibn Tāshfīn, primo sovrano almoravide, che pose le basi per trasformare la comunità religiosa in un vero e proprio regno.